# Jörg Behrend
Jörg Behrend (* 24. Dezember 1966 in Potsdam) ist ein ehemaliger Geräteturner, der für die DDR und nach der Wiedervereinigung für die Bundesrepublik Deutschland startete. Sein größter Erfolg war 1989 der Gewinn des Weltmeistertitels im Pferdsprung.

## Leben

### Erfolge in der Jugend und Wechsel zum „ASK Vorwärts Potsdam“
Jörg Behrend kam durch seine ältere Schwester zum Turnen. Er begann im Alter von sechs Jahren mit dem Training bei Horst Jahn im Trainingszentrum Turbine Potsdam. Erste Erfolge stellten sich Anfang der 1980er Jahre bei Spartakiaden ein. 1981 gewann Behrend den Jugendwettbewerb an den Ringen und belegte zweite Plätze am Barren und Boden. Bei der Spartakiade 1983 erreichte er am Barren und an den Ringen jeweils den zweiten Platz sowie dritte Plätze im Mehrkampf, am Reck und Pauschenpferd.
1986 wechselte Behrend zum NVA-Armeesportklub ASK Vorwärts Potsdam, wo er von Werner Schenk trainiert wurde. Der Spezialist für Ringe und Pferdsprung wurde im selben Jahr Dritter der DDR-Meisterschaften der Senioren am Sprung, hinter Sylvio Kroll und Thomas Knüpfer. Im Jahr darauf wurde Behrend erstmals DDR-Meister am Boden, vor Kroll und seinem Vereinskollegen Holger Behrendt. Darüber hinaus gewann er Bronze hinter Behrendt und Sven Tippelt an den Ringen und wurde Vierter im Mehrkampf, in dem Tippelt, Kroll und Behrendt die Medaillen unter sich ausmachten.

### Gewinn des Weltmeistertitel und Ausklang der internationalen Karriere
International machte Jörg Behrend, „Little“ genannt, erstmals 1988 auf sich aufmerksam. Zwar wurde er nicht für die DDR-Nationalmannschaft bei den Olympischen Sommerspielen 1988 in Seoul berücksichtigt, holte aber seinen ersten Weltcup-Sieg in China an den Ringen und wurde in Peking außerdem Dritter im Mehrkampf. Weitere Siege bei Wettbewerben an den Ringen in Tunesien und Ungarn schlossen sich an.
Der größte Erfolg in Behrends Karriere stellte sich im Jahr 1989 ein. Nach drei gewonnenen Medaillen bei den DDR-Meisterschaften (Gold an den Ringen, Bronze im Pferdsprung und am Reck) und einem elften Platz im EM-Mehrkampf in Stockholm (beim Pferdsprung war er gestürzt), gehörte er bei den Weltmeisterschaften in Stuttgart zum Nationalkader der DDR. Nach der Silber-Medaille im Mannschaftswettbewerb gemeinsam mit Sven Tippelt, Sylvio Kroll, Andreas Wecker und Jens Milbradt hinter der Sowjetunion erreichte Behrend zunächst keines der Gerätefinals. Daraufhin verzichtete sein für vier Finals qualifizierter Mannschaftskollege Tippelt auf eine Teilnahme am Pferdsprung, wodurch der an diesem Gerät stärker eingeschätzte Behrend als Nachrücker das Finale bestreiten konnte. In diesem gelang es Behrend einen seit drei Jahren vorbereiteten neuartigen Sprung (Überschlag mit ganzer Drehung und anschließendem Salto) erstmals fehlerfrei zu stehen. Nachdem er früher bei den Überschlägen häufig die Rotationen überzog, hatte er daraufhin einen Salto ergänzt. Damit gewann er überraschend mit 9,881 Punkten die Goldmedaille, knapp vor seinem Landsmann Sylvio Kroll (9,874) und dem sowjetischen Sportler Wladimir Artjomow (9,868). Nach der WM-Niederlage Andreas Weckers an den Ringen gegen den Bundesdeutschen Andreas Aguilar wurde Behrend damit nach Ernst Winter (1934 am Reck), Eberhard Gienger (FRG, 1974 am Reck), Roland Brückner (DDR, 1979 am Boden), Michael Nikolay (DDR, 1981 am Pauschenpferd), Ralf-Peter Hemmann (DDR, 1981 am Pferdsprung) und Sylvio Kroll (1985 am Barren und 1987 am Pferdsprung) zum insgesamt achten deutschen Turn-Weltmeister seit 1903. Nach dem WM-Triumph heiratete Behrend im November desselben Jahres seine Verlobte und plante, für einen späteren Trainerberuf ein Sport-Fachschulstudium in Magdeburg zu beginnen.
Nach den Wirren der Wende 1989/90, in denen Behrends Verein „ASK Vorwärts Potsdam“ abgewickelt wurde, gelang es dem gelernten Montage- und Anlagenmonteur nicht, an die vorangegangenen internationalen Erfolge anzuknüpfen. Behrend verpasste die Olympischen Sommerspiele 1992 in Barcelona. Im März 1993 nahm er in Vorbereitung auf die Turn-Weltmeisterschaften in Birmingham an einem Länderkampf zwischen Deutschland und der Schweiz teil, bei dem er im Mehrkampf mit 54,10 Punkten Platz drei hinter seinem Mannschaftskollegen Jan-Peter Nikiferow (54,75) und dem Schweizer Meister Daniel Giubellini (54,40) belegte. Der deutsche Chef-Bundestrainer Franz Heinlein nominierte Behrend daraufhin für die WM, wo dieser ihm eine Chance auf den Einzug ins Gerätefinale am Reck einräumte. In einem engen Zweikampf in der Ausscheidungsrunde für den Mehrkampf unterlag er aber seinem Teamkameraden Nikiferow nach mehreren Unsicherheiten an Pauschenpferd knapp mit insgesamt 53,500 zu 53,575 Punkten. Da mit Andreas Wecker und Nikiferow nur zwei Aktive für den deutschen Verband teilnehmen durften, verpasste Behrend das Mehrkampffinale der besten 24 Turner.
Jörg Behrend lebt in Schiltach. Ab 1997 turnte er für den TV Schiltach, wo er auch als Trainer und Schwimmmeister zu arbeiten begann. Daneben trat er bei Schauturnen oder Ligawettkämpfen neben seinen früheren DDR-Mannschaftskollegen Ralf Büchner (2002) und Andreas Feigel (2008) in Erscheinung. Seine aktive Wettkampfkarriere auf Ligaebene beendete Behrend im Dezember 2011 im Alter von fast 45 Jahren.